# Chuck Rainey
Chuck Rainey, geboren als Charles Walter Rainey III (Cleveland, 17 juni 1940), is een Amerikaanse bassist.

## Carrière
Rainey leerde eerst viool en piano, daarna trompet en op het college tenorhoorn. Tijdens zijn militaire diensttijd speelde hij ritmegitaar in plaatselijke bands, voordat hij bij Big Jay McNeely als bassist werd gecontracteerd. In de daaropvolgende jaren speelde hij bij Sil Austin (1961-1962) en Sam Cooke (1963), voordat hij van 1964 tot 1968 lid werd van de band van King Curtis. Daarna werkte hij voornamelijk als veel gevraagde studiomuzikant met onder andere Al Kooper en The Supremes. Hij nam sinds 1968 ook op met jazzmuzikanten als Grant Green, David Newman, Cal Tjader, Quincy Jones, Jerome Richardson, Grady Tate, Mose Allison, Gene Ammons, Eddie Harris en Louis Armstrong. In 1969 speelde hij op Larry Coryells debuutalbum. In 1971 trad hij met Gato Barbieri en Eddie Vinson op tijdens het Montreux Jazz Festival en werkte hij in hetzelfde jaar mee op het album El Pampero van Barbieri.
In 1972 bracht hij zijn eerste soloalbum The Chuck Rainey Coalition uit, waarop verdere studiomuzikanten als Richard Tee, Warren Smith, Specs Powell, Eric Gale, Bernard Purdie, Herb Lovelle, Cornell Dupree en Billy Butler waren betrokken. In hetzelfde jaar verhuisde hij naar Los Angeles en werkte hij verder in de bigband van Quincy Jones en in de studio's. Hij was betrokken bij meerdere albums van Steely Dan (Pretzel Logic, Gaucho en Aja) en nam ook op met artiesten als Aretha Franklin, Bobbi Humphrey, David Clayton-Thomas, Donald Byrd (Stepping Into Tomorrow, 1974), Yusef Lateef, Bette Midler, Marvin Gaye, Dusty Springfield en Ry Cooder.

## Discografie
- 1972: The Chuck Rainey Coalition (Skye Records)
- 1981: Born Again (Hammer 'N Nails)
- 1998: Hangin' Out Right (Char Walt Records)

- Bibliothèque nationale de France: cb13898785w (data)
- Gemeinsame Normdatei: 134491351
- International Standard Name Identifier: 0000 0000 5514 1303
- Library of Congress Control Number: n88658353
- MusicBrainz: 910504cf-866e-4ee6-90ca-d71da15c18ce
- Nederlandse Thesaurus van Auteursnamen: 082115567
- Virtual International Authority File: 39563039
- WorldCat: E39PBJckV89MRPm76gRjV9K8G3